# بير
پير كلمة أعجمية تأتي بمعنى الرجل الطاعن في السن أو الشيخ.
اصطلح أيضا في إطلاقها على كبار السن من أسرى الحرب، كما أطلق على شيخ طريقة.

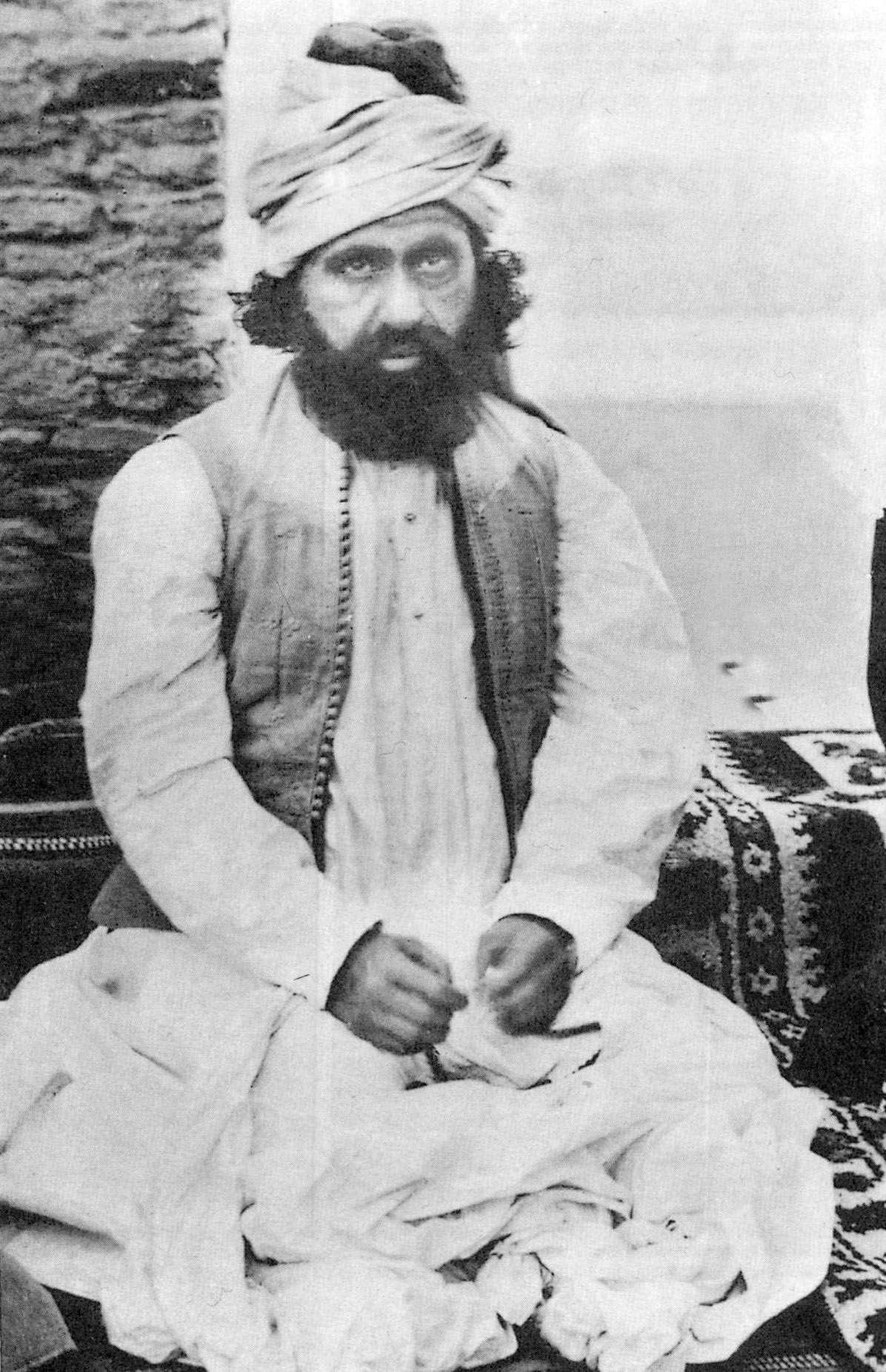
بیر مهر على شاه - من شيوخ الطريقة الجشتيَّة.

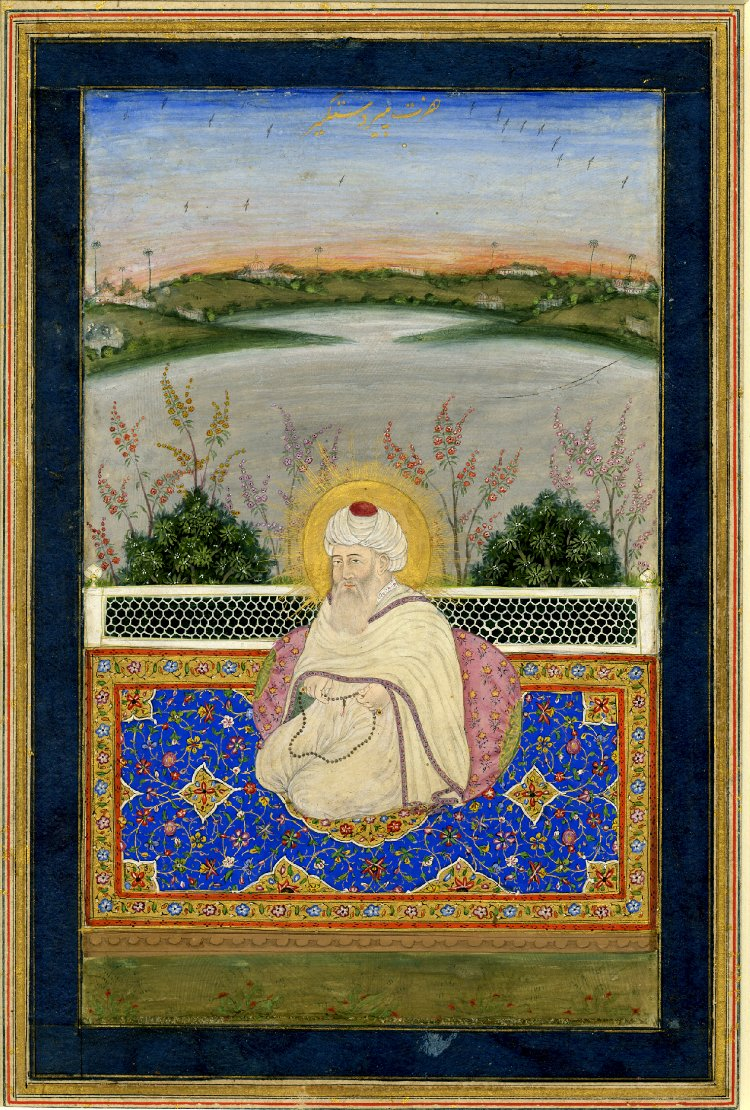
بیر دستكیر - من العهد المغولي.